# Calyptranthes zanquinensis
Calyptranthes zanquinensis är en myrtenväxtart som beskrevs av A.R.Molina. Calyptranthes zanquinensis ingår i släktet Calyptranthes och familjen myrtenväxter.
Artens utbredningsområde är Honduras. Inga underarter finns listade i Catalogue of Life.